# Große Tonnenschnecke
Die Große Tonnenschnecke oder Große Fassschnecke (Tonna galea) ist eine Schnecke aus der Familie der Tonnenschnecken (Tonnidae), die im Atlantik, Mittelmeer und gesamten Indopazifik verbreitet ist. Sie ernährt sich von Stachelhäutern.

## Merkmale

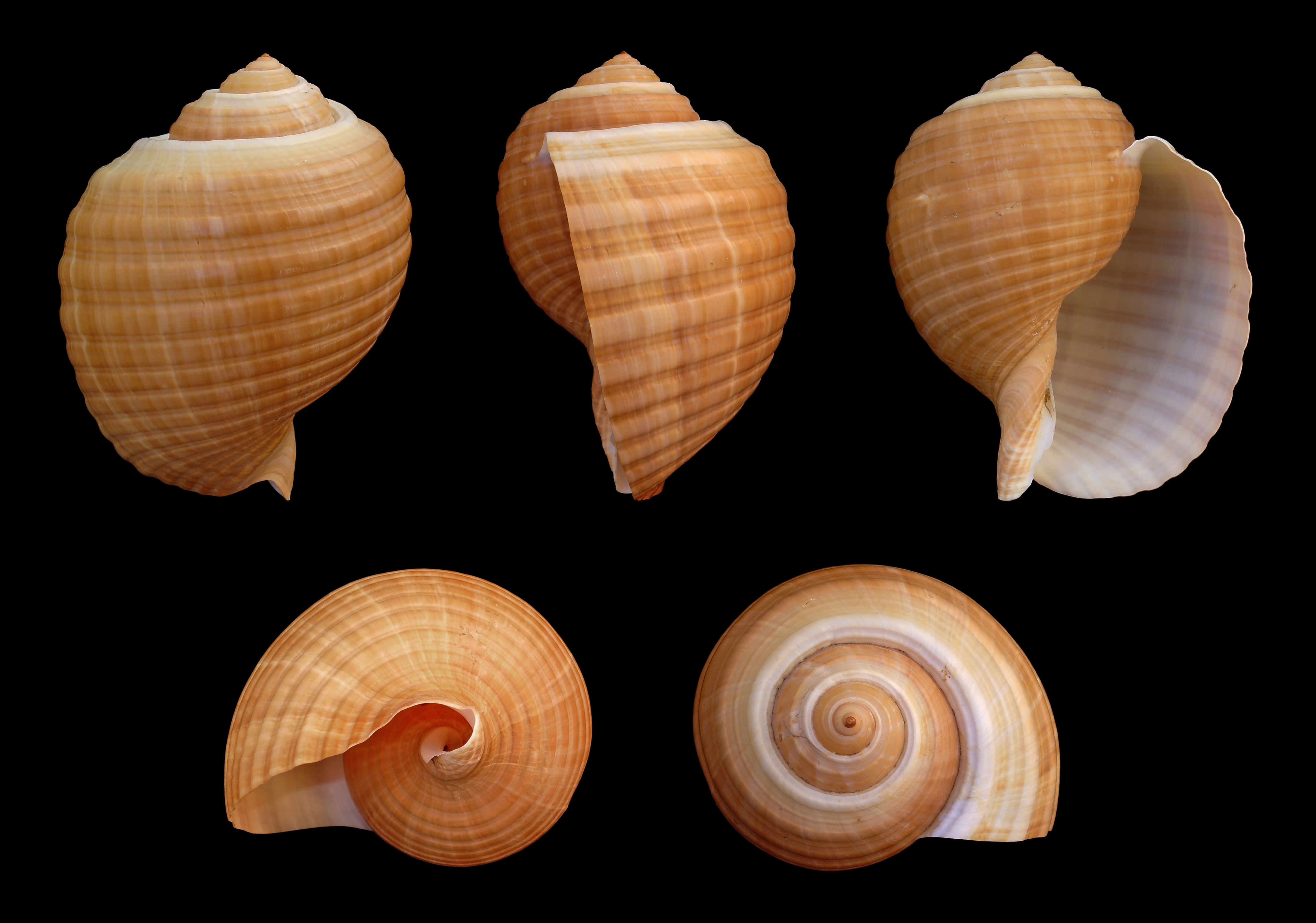
Gehäuse von Tonna galea, verschiedene Ansichten

Das blass braungelbe Schneckenhaus von Tonna galea hat einen sehr bauchigen, fast kugeligen Körperumgang, aus dem das Gewinde nur wenig hervorragt. Die Umgänge sind an den Nähten eingebogen und gefurcht. Wie bei allen Tonnenschnecken ist das Gehäuse dünnwandig und mit konvexen Rippen versehen, die den Umgängen folgen, so dass der Gehäuserand wellig ist. Sie wechseln nach vorn mit kleineren Rippen ab. Das Haus erreicht bei ausgewachsenen Schnecken 15 bis 25, zuweilen 35 cm Länge. Der sehr große Fuß und der Kopf sind ebenso wie die Proboscis (Rüssel) und der Sipho weiß mit schwarzen Sprenkeln. Der Sipho wird in der Regel nach hinten über das Haus geklappt. Die Proboscis ist über die Hauslänge hinaus ausstreckbar.

## Verbreitung
Der Große Tonnenschnecke ist in warmen Meeren weltweit verbreitet und tritt im Mittelmeer, Karibischen Meer, Golf von Mexiko, Atlantischen, Indischen Ozean und Westlichen Zentralpazifik auf. Sie ist die größte Schneckenart des Mittelmeers.

## Lebensraum
Große Tonnenschnecken leben auf Schlamm, Sand oder Kalk, auch Korallenriffen, in einer Tiefe von wenigen Metern bis 120 Meter.

## Lebenszyklus
Wie andere Vorderkiemerschnecken ist Tonna galea getrenntgeschlechtlich. Das Weibchen legt die Eier in etwa 30 cm langen, 5 bis 8 cm breiten und 1,6 bis 1,9 mm dicken gelatinösen Bändern ab, die aus etwa 2 bis 3 mm großen Eikapseln bestehen. Eine Eikapsel enthält nach Messungen an Tonnenschnecken in Indien etwa 95 bis 110 Eier mit einem Durchmesser von etwa 217–234 µm, die sich fast alle zu Embryonen entwickeln. Etwa 15 bis 17 Tage nach Eiablage schlüpfen aus der Kapsel die Veliger-Larven, die eine etwa 418 µm große braune Schale haben. Bis zur Metamorphose zur fertigen Schnecke machen die Larven eine mehrmonatige pelagische Periode durch, die zur erheblichen Verbreitung der Schnecke beiträgt.

## Nahrung
Tonna galea ernährt sich von Stachelhäutern. Bevorzugte Beute sind Seegurken, darunter Holothuria tubulosa und Holothuria sanctori. Die Beute wird mit dem sauren Speichel der Schnecke betäubt, der zwei- bis vierprozentige freie Schwefelsäure sowie Asparaginsäure enthält, und das Kalkskelett aufgelöst. Der Fressvorgang kann mehrere Minuten dauern.

## Bedeutung für den Menschen und Gefährdung
Die Große Tonnenschnecke wird wegen ihres Fleisches und wegen des Gehäuses gesammelt. Darüber hinaus wird sie durch Schleppnetze gefährdet, in denen sie oft Beifang bildet. So kann der Mensch als ein Hauptfeind gelten. Wegen ihrer räuberischen Lebensweise reagiert die Tonnenschnecke empfindlich auf Veränderungen des ökologischen Gleichgewichts. Deshalb ist Tonna galea im Mittelmeer gefährdet. Sie ist nach der Bundesartenschutzverordnung und der Berner Konvention geschützt. Weltweit wird sie allerdings bisher nicht in der Roten Liste aufgeführt.